# Styresholm
Die Burg Styresholm bezeichnet eine mittelalterliche Befestigungsanlage in der Nähe des schwedischen Ortes Prästmon in der heutigen Gemeinde Kramfors. Sie liegt heute am Ufer des Ångermanälven, lag jedoch im 14. Jahrhundert auf einer Insel mitten im Fluss.
Styresholm wurde gegen Ende des 14. Jahrhunderts von den Vitalienbrüdern errichtet. Zeitgleich mit der ersten Erwähnung in einer Überlassungsurkunde im Jahre 1398 wird die Burg samt der dazugehörigen Provinz Ångermanland und der Hälfte von Medelpad an Königin Margarete übergeben. Die Vitalienbrüder erhielten als Gegenleistung ein Lehen. Die Burg selbst wurde in die Verwaltung integriert und ab dem Jahr 1400 von dänischen Vogten bewohnt, die für Margarete Steuern auf den Handel in Ångermanland erhoben. Letztmals wird Styresholm in den Dokumenten 1405 erwähnt, als Algot Magnusson die Burg übernahm. Sie gehörte damals zu einer Reihe von Burgen und Befestigungsanlagen, die die Vitalienbrüder in der Bottnischen See errichtet hatten. Weitere Burgen waren Faxeholm im heutigen Söderhamn, Ekholm/Gaddaborg in Gästrikland und Korsholm in Finnland.
Der nördliche Teil der Insel ist von zwei Wallgräben durchzogen, so dass zwei Plateaus entstanden. Das nördliche misst etwa 8–16 × 30 Meter und hebt sich fünf Meter von der umgebenden Landschaft ab. Insgesamt drei Phasen konnten durch Untersuchungen im Jahre 2007 festgestellt werden. Die zwei vorgefundenen Brandlager wurden jeweils von erneuten Bauphasen überdeckt. Außerdem wurden verkohlte Holzreste und Planken gefunden sowie die früheren Ergebnisse bestätigt, dass der östliche Teil der Burg vom Fluss erodiert wurde. Das südliche Plateau misst 20 × 16 Meter und ist im Norden, Westen und Süden von einem aufgeschütteten Wall umgeben. Auf dem Plateau wurde eine 10 × 6 Meter große und einen Meter tiefe Grube vorgefunden, die wahrscheinlich von einem Haus mit Keller stammt.
Gegen Ende des 14. Jahrhunderts lag die Wasserlinie ungefähr fünf Meter höher als heute, so dass die Insel vollständig von Wasser umgeben war. In späterer Zeit verlandete das Gebiet westlich der Insel und ist heute mit dem Festland verbunden.
Ausgrabungen finden seit 1987 im Rahmen des „Styresholmsprojektet“ statt und brachten einige Funde zu Tage.